# Indigofera fortunei
Indigofera fortunei är en ärtväxtart som beskrevs av William Grant Craib. Indigofera fortunei ingår i släktet indigosläktet, och familjen ärtväxter. Inga underarter finns listade i Catalogue of Life.